# Ikililou Dhoinine
Ikililou Dhoinine (né le 14 août 1962 à Djoiezi, sur l'île de Mohéli, dans l'archipel des Comores) est un homme d'État comorien. Vice-président de 2006 à 2010, il est élu président de l'Union le 26 décembre 2010 et dirige le pays de mai 2011 à mai 2016.

## Biographie

### Études
Ikililou Dhoinine fréquente les écoles primaires de Djoiezi et de Fomboni, le collège rural et le lycée de Fomboni. Il obtient son baccalauréat scientifique en 1986. Il s'inscrit au département de mathématiques et sciences de l'École nationale d'enseignement supérieur (ÉNES) de Mvouni, en Grande-Comore, pour une année, avant d'obtenir une bourse d'études. Il poursuit ses études à la faculté de médecine et de pharmacie de l'université Gamal Abdel Nasser de Conakry, en Guinée. Ikililou Dhoinine obtient le doctorat en pharmacie en décembre 1994 à l'université de Conakry.

### Carrière
En 1994, Ikililou Dhoinine obtient le poste de responsable de la fabrication de médicaments à la pharmacie nationale autonome des Comores (PNAC, à Moroni). Il est aussi responsable des pharmaciens remplaçants à la pharmacie de la Corniche de Moroni, et ce, jusqu'en 2004.
Ikililou Dhoinine est propriétaire de la pharmacie mohélienne, sise à Fomboni, Mohéli. Il a été directeur régional du projet Santé III sous l'égide de la Banque mondiale.

### Carrière politique
Le 26 mai 2006, Ikililou Dhoinine devient vice-président de l'union des Comores. De 2006 à 2009, il exerce la fonction de vice-président chargé du ministère de la Santé, de la Solidarité et de la Promotion du Genre et celle de président du Comité de Coordination et de Mécanisme (CCM). 
De 2009 à début 2010, Ikililou Dhoinine est nommé vice-président chargé du ministère des Finances, du Budget et de l'Entreprenariat féminin.
Candidat du Parti national de la justice à l'élection présidentielle de 2010, il remporte le 2e tour le 26 décembre 2010.
Les résultats publiés par la Commission électorale nationale le créditent de 61 % des suffrages exprimés. Son principal adversaire, Saïd Mohamed Fazul, le candidat de l’opposition, a récolté 33 % des voix. Le taux de participation à ce scrutin avoisine les 53 %. En dépit de nombreuses irrégularités constatées, la mission internationale a estimé dans un communiqué que « les élections du 26 décembre 2010 ont été globalement libres et régulières ».
À la suite d'un compromis avec son prédécesseur, conformément aux accords sur la période intérimaire, Ikililiou Dhoinine fut investi chef de l'État comorien le 26 mai 2011, le premier Mohélien à diriger l'union des Comores.
Presque 2 ans après la fin de son mandat, en avril 2018, Dhoinine ainsi qu'un autre ex-président de l'union des Comores, Ahmed Abdallah Sambi, sont poursuivis par la justice à la suite d'un scandale de vente de 47 950 passeports qui étaient destinés à des populations apatrides bidounes des Émirats Arabes Unis et du Koweït. Le manque à gagner aurait été de 784 millions d’euros,.

## Vie privée
Ikililou Dhoinine est marié à Hadidja Aboubacar Boinarziki et père de deux enfants.